# Cordilheira do Sal

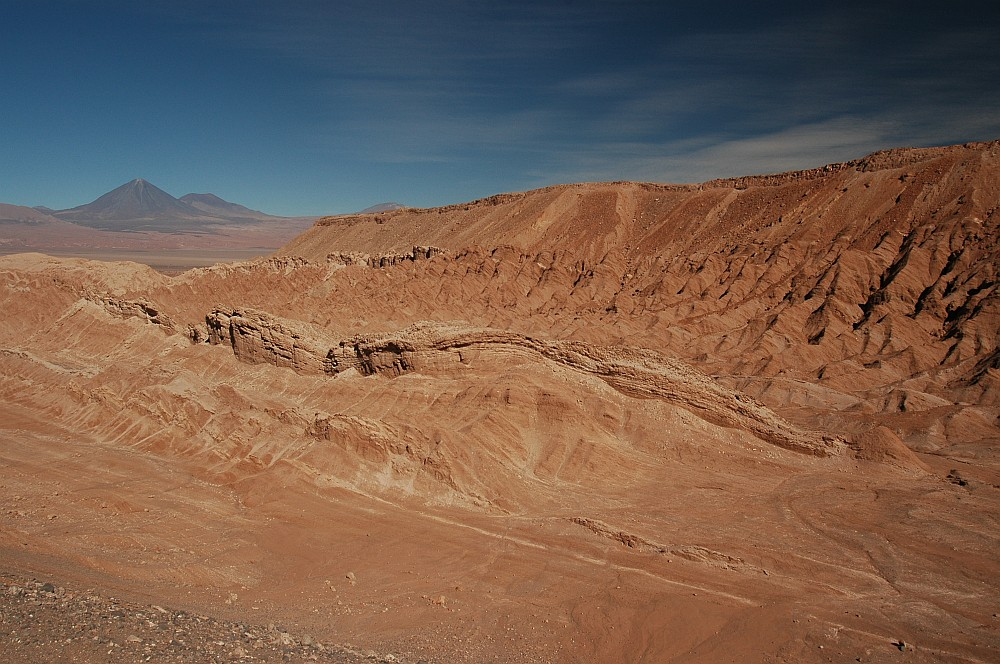
Cordilheira do Sal, parte da Cordilheira de Domeyko

A Cordilheira do Sal (em castelhano:  Cordillera de la Sal) é uma região montanhosa originária do Chile, surgida há 23 milhões de anos. Seus morros de argila, gesso e sal foram gradualmente sendo esculpidos pela erosão eólica e fluvial.